# 75.ª Avenida (línea Queens Boulevard)
 Kew Gardens – Union Turnpike  (originalmente como 75ª Avenida – Avenida Puritan) es una estación en la línea Queens Boulevard del Metro de Nueva York de la División B del Independent Subway System (IND). La estación se encuentra localizada en Forest Hills, Queens entre la 75.ª Avenida y Queens Boulevard. La estación es servida en varios horarios por diferentes trenes del servicio  y .